# حي بني مالك
حي بني مالك هو أحد الأحياء السكنية في مدينة جدة، المملكة العربية السعودية. كان يُعرف سابقًا باسم نزلة بني مالك، ويُعتقد أنه سُمي بهذا الاسم نسبة إلى قبيلة بني مالك الحجازية، التي يُقال إنها كانت من أوائل من استقر في المنطقة. ويُذكر أن عددًا من أفراد القبيلة قدموا إلى جدة لأغراض تجارية، واستقروا خارج سور المدينة القديم. ومع توسع مدينة جدة، أصبحت النزلة جزءًا من النسيج العمراني للمدينة.

## الموقع
يقع الحي في وسط مدينة جدة، ويُحدّ بـ:
- شرقًا: طريق الحرمين.
- غربًا: طريق الملك فهد.
- شمالًا: شارع فلسطين.
- جنوبًا: شارع بني مالك.

## أهم معالمه
- يضم الحي عددًا من المعالم المعروفة محليًا، ومنها:
  - مسجد بني مالك القديم.
  - سوق بني مالك القديم.
  - منطقة الشبك (شبك مطار جدة القديم)، والتي تضم إحدى المقابر القديمة في الحي، وتُعرف بـ مقبرة بني مالك.[2]

## روابط خارجية
الموقع على خارئط قوقل